# Mizzana
Mizzana è un quartiere di Ferrara, facente parte della Circoscrizione 3.

## Storia
Il toponimo Mizzana può derivare da "luogo posto in mezzo", quindi sinonimo di isola o polesine, così come effettivamente era caratterizzato il territorio ferrarese ad ovest della città, dove scorreva il Po. Si hanno notizie dell'esistenza di Mizzana sin dall'età romana poiché nel corso degli scavi nel canale Burana furono ritrovati dei reperti archeologici risalenti a quell'epoca. Viene inoltre menzionato il Po di Mizzana negli Statuti Ferraresi del 1287.
Dell'antico borgo romanico non resta più nulla a causa delle inondazioni della rotta del Canalino di Cento del 1772, le cui acque invasero le case sino alle mura cittadine. Lungo la Strada Provinciale 69 sulla quale sorge il borgo, è possibile riconoscere molte ville patrizie di residenza estiva, uniche tracce rimaste del passato di Mizzana.
Infine, Mizzana cessa di essere frazione e diviene quartiere di Ferrara il 1º gennaio del 1964.

## Monumenti e luoghi d'interesse
La storia del borgo ruota attorno all'antica chiesa di San Matteo, presente già dal X secolo ma andata completamente distrutta durante il terremoto di Ferrara del 1570. Su disposizione del vescovo Giovanni Fontana, la parrocchia fu spostata nella chiesa di Santa Maria Annunziata di Betlemme, presente già dal XII secolo.

## Territorio e viabilità
Il territorio sul quale sorge il quartiere di Mizzana possiede una vocazione prevalentemente industriale, confinando a nord con il Polo chimico di Ferrara, a nord ovest con l'area della Piccola e media impresa, a sud con il canale Burana e ad est con il quartiere del Doro. Solo una parte ridotta del quartiere è adibita ad area residenziale. Contigua alla vicina frazione di Cassana, il borgo sorge ai lati della Strada Provinciale 69 ed è collegata alla città dalla linea di autobus numero 6, che la collega con la vicina Porotto, con il centro di Ferrara e con il nuovo ospedale cittadino ubicato a Cona.